# Новополяковка
Новополяковка (каз. Новополяковка) — село в Улькен Нарынском районе Восточно-Казахстанской области Казахстана. Административный центр Новополяковского сельского округа. Код КАТО — 635453100.

## Население
В 1999 году население села составляло 784 человека (390 мужчин и 394 женщины). По данным переписи 2009 года, в селе проживали 552 человека (282 мужчины и 270 женщин).